# Dacia Solenza
Dacia Solenza este o berlină cu hayon de mici dimensiuni, produsă între martie 2003 și iulie 2005 de uzina Dacia. Solenza are la bază modelul SupeRNova, dar cu un aspect împrospătat ce anunța trăsăturile noii identități de marcă.

## Descriere
Exteriorul are o linie mai modernă și mai aerodinamică, iar bordul a fost integral redesenat, devenind mai ergonomic. Materialele folosite la interior sunt de calitate mai bună decât la SuperRNova.
Din noiembrie 2003 a fost îmbunătățită structura de rezistență a mașinii, variantele superioare de echipare primind și airbag pentru șofer, Solenza fiind primul model Dacia care emite pretenții moderne de siguranță pentru ocupanții acestuia. A fost de asemenea, primul autoturism românesc de dimensiuni mici,conceptie românească , care a fost echipat cu direcție asistată servo, geamuri electrice la partea din față, acestea fiind premiere pentru Dacia, de asemenea unele variante au fost echipat cu abs, dar echiparea a fost făcută de utilizatorul final. De asemenea a fost primul autoturism românesc cu motor diesel (celelalte variante diesel de automobile erau Aro, TV și Dacia 1304, acestea erau însă utilitare), variantele de top aveau jante de 14". dimensiune anvelope 165/65R14 T. 
Modelul a fost bine primit pe piață, având și cifre bune la export. Cu toate că cererea era încă mare pe piață, compania Dacia a decis oprirea producției în vara anului 2005, concentrându-se pe creșterea producției modelului Dacia Logan. Pe piața automobilelor la mâna a doua, Dacia Solenza  și-a păstrat valoarea multă vreme, în ciuda unor kilometraje mari.
Solenza a fost oferită în cinci nivele de echipare: Europa, Confort, Rapsodie, Clima și Scala. Versiunea de bază Europa include printre altele antidemaraj electronic. Confort oferă în plus airbag pentru șofer, bare de protecție în culoarea caroseriei, turometru, închidere centralizată și telecomandă, radiocasetofon. Rapsodie adaugă servodirecție, Clima adaugă aer condiționat, proiectoare de ceață și geamuri electrice la ușile din față. Versiunea de top Scala are în plus eleron posterior în culoarea caroseriei, radio CD și jante de aliaj.

### Diesel
Pentru diesel se ofereau două niveluri de echipare, Confort (identic cu "Confort" de la versiunea pe benzină) și Avantage (identic cu Clima, mai puţin climatizare şi servodirecţie).
Dacia a inclus, o dată cu introducerea versiunii diesel, airbag pentru șofer la echipările Rapsodie, Clima, Scala și Avantage şi opţional pachet Look (jante din aliaj de 14 inch, eleron spate în culoarea caroseriei, proiectoare de ceaţă) pentru Rapsodie și pachet Style pentru Avantage (jante din aliaj de 14 inch și eleron spate în culoarea caroseriei).

## Motorizări
Pentru acest model au existat două versiuni de motorizare: una pe benzină de 1,4 litri similară cu cea de pe SupeRNova și una diesel de 1,9 litri, identică cu cea de pe Renault Kangoo și asemănătoare cu cea de pe Dacia Pick-Up.
 Începând din 2005, modificarea evacuării și a gestiunii electronice a injecției au permis încadrarea în normele de poluare Euro 4, până la acel moment încadrându-se în normele Euro 3.
| Nume    | Capacitate | Tip           | Putere maximă             | Moment maxim       | Viteză maximă | Accelerație 0–100 km/h | Consum urban | Consum extraurban |
| ------- | ---------- | ------------- | ------------------------- | ------------------ | ------------- | ---------------------- | ------------ | ----------------- |
| 1.4 MPi | 1390 cmc   | 8 supape SOHC | 55 kW (75 CP) la 5250 rpm | 114 Nm la 2800 rpm | 161 km/h      | 13,1 s                 | 7,7 l/100 km | 6,3 l/100 km      |
| 1.9 D   | 1870 cmc   | 8 supape SOHC | 50 kW (63 CP) la 4500 rpm | 120 Nm la 2250 rpm | 155 km/h      | 16,9 s                 | 5,6 l/100 km | 4,5 l/100 km      |